# Gaston André Ancelovici
Gaston André Ancelovici (* 19. Februar 1945 in Santiago de Chile; † 20. Juni 2017 in Montreal) war ein chilenisch-kanadischer Dokumentarfilmer.
Nach dem Sturz von Salvador Allende durch Augusto Pinochet verließ Ancelovici Chile 1973, kehrte aber später mehrmals zurück, um Filmaufnahmen zu machen. Als Mitglied des 1983 gegründeten Colectivo Cine Ojo war er im Exil an der Fertigstellung der ersten Dokumentation des Filmkollektivs beteiligt.
Das Colectivo Cine-Ojo ist ein Kollektiv unabhängiger, anonymer Filmemacher. Die setzen sich mit der Geschichte und mit den sozialen und politischen Bedingungen Chiles auseinander. Die anonymen Regisseure dokumentierten heimlich Demonstrationen, deren Redner und die Brutalität der Polizei. Sie filmten einen gerade freigelassenen politischen Gefangenen, der über neue Foltermethoden in den Gefängnissen sprach.
Der Film Chile, ich rufe Deinen Namen nicht vergeblich beschreibt den täglichen Kampf der Zivilbevölkerung gegen die Maßnahmen der Polizei und des Militärs, die mit Inhaftierungen, Folter und Exekutionen auf den demokratischen Protest reagierten. Er verdeutlicht anhand individueller Geschichten, dass dieser Terror nicht gegen bestimmte politische Gegner, sondern die ganze Bevölkerung gerichtet war. Vorwärts, Soldaten Christi ist ein Film über die Auswirkungen der aggressiven evangelisch-protestantischen Missionierung im traditionell katholischen Lateinamerika. Beide Filme wurden 2002 auf der documenta11 gezeigt.

## Filme (Auswahl)
- 1983: Exilio
- 1983: Chile, no invoco tu nombre en vano/Chile, ich rufe Deinen Namen nicht vergeblich
- 1986: Memorias de una guerra cotidiana/Memoiren eines alltäglichen Krieges
- 1987: Adelante, soldados de Cristo/Vorwärts, Soldaten Christi
- 1987: Bajo estado de Site
- 1989: Días de Octubre/Days of October
- 1990: Chile en transición
- 1997: Neruda en el Corazón/Neruda im Herzen
- 2001: Chacabuco, Erinnerung des Schweigens